# Mus cervicolor
Mus cervicolor és una espècie de mamífer rosegador de la família dels múrids. Viu a altituds d'entre 0 i 2.000 msnm a Cambodja, l'Índia, Laos, Myanmar, el Nepal, el Pakistan, Sri Lanka, Tailàndia i el Vietnam. Es tracta d'un animal nocturn. Ocupa tota mena d'hàbitats amb l'única excepció dels deserts. És una espècie en risc mínim, és a dir, no sembla que hi hagi cap amenaça significativa per a la seva supervivència. El seu nom específic, cervicolor, significa ‘de color de cervatell’ en llatí.